# Poulton Peak
Poulton Peak är en bergstopp i Antarktis. Den ligger i Östantarktis. Australien gör anspråk på området. Toppen på Poulton Peak är 1 078 meter över havet.
Terrängen runt Poulton Peak är lite kuperad. Trakten är obefolkad. Det finns inga samhällen i närheten. 